# QF-Test
QF-Test - это кроссплатформенное программное обеспечение от компании Quality First Software для автоматизированного тестирования графического интерфейса. QF-Test предоставляет возможность для тестирования пользовательского интерфейса Java (Swing, JavaFX, SWT), кроссбраузерного тестирования статических и динамических Веб-приложений (HTML и Веб-фреймворки такие как Angular Material, Ext JS, Fluent UI React/, Flutter, GWT, ICEfaces, JQuery UI, Kendo UI, PrimeFaces, Qooxdoo, RAP, RichFaces, Smart GWT, Vaadin, ZK), Windows приложений (Windows Presentation Foundation, Windows Forms) и приложений Android и IOS.

## Общие сведения
QF-Test позволяет регрессионное и нагрузочное тестирование, устанавливается на операционные системы Microsoft Windows, большинство систем Unix и Apple Mac OS. Инструмент используется в основном тестировщиками и разработчиками, в чью деятельность входит обеспечение качества программного обеспечения.

## Исторические сведения
QF-Test (предыдущее название QF-TestJUI) существует с 2001 года. Первоначально QF-Test специализировался на тестировании Java Swing приложений. В 2006 году, со второй версией, появляется возможность тестировать с помощью QF-Test SWT приложения, плагины Eclipse и RCP. В 2008 году вышла версия 3.0.0, поддерживающая тестирование веб-приложений. В 2014 году, с версией 4.0.0, поддержка Java технологий была расширена до JavaFX. С 2018 года, c версией 4.2.0, QF-Test может тестировать PDF документы. В январе 2020 года вышла пятая версия QF-Test, поддерживающая тестирование Windows приложений. В 2022 году - шестая, позволяющая тестировать приложения Android. С седьмой версией в QF-Test доступен инспектор пользовательского интерфейса, обновлен интерфейс QF-Test, возможен тёмный режим. В августе 2024 года вышла восьмая версия позволяющая тестировать приложения IOS. Девятая версия, вышедшая в феврале 2025 года, позволяет тестировать цифровую доступность Веб-приложений.

## Технические особенности
Функция записи и воспроизведения облегчает работу с программой начинающим пользователям. Возможность модуляризации позволяет coхранить читабельность даже у больших и сложных тестов. Продвинутые пользователи, нуждающиеся в более полном контроле над тестируемым приложением, имеют доступ к внутренней структуре QF-Test посредством стандартных сценарных языков, таких как Jython, Groovy и JavaScript.
Тесты могут запускаться в модусе серийной обработки, не требующем наблюдения и генерирующем отчет в одном из форматов XML, HTML или JUnit. Благодаря этому QF-Test тесты можно интегрировать c инструментами автоматизации сборки, такими как Apache Ant или Apache Maven, и инструментами, обеспечивающими непрерывную интеграцию и доставку, такими как Jenkins.
Для распределённого запуска тестов и управления тестированием в маленьких проектах существует демон модус. Есть также возможность интеграции с такими системами управления тестированием, как HP Quality Center/HP ALM, QMetry, TestLink, SQS-TEST/Professional Suite, Rational Quality Manager, Scapa TPP, Imbus TestBench.
Также к особенностям QF-Test относятся: возможность создавать параметризованные тесты без написания кода; отладчик, позволяющий выполнять произвольную трассировку, и предоставляющий доступ к переменным в процессе выполнения теста; полностью автоматизированное управление пред- и постусловиями тестов, что позволяет изолировать отдельные тестовые ситуации; стабильное распознование компонентов.

## Поддерживаемые технологии
- Технологии Java:
  - Swing, AWT
  - JavaFX
  - SWT
  - плагины Eclipse
  - RCP
  - Java Web Start
  - ULC, Captian Casa
  - Гибридные приложения с веб, такие как JxBrowser, браузеры в SWT и JavaFX
- Веб-приложения в браузерах:
  - Google Chrome
  - Firefox
  - Opera
  - Safari
  - Microsoft Edge
  - Internet Explorer
  - Headless браузеры
- Веб-фреймворки:
  - Angular Material
  - Ext JS
  - Fluent UI React/
  - Flutter
  - GWT
  - ICEfaces
  - JQuery UI
  - Kendo UI
  - PrimeFaces
  - Qooxdoo
  - RAP
  - RichFaces
  - Smart GWT
  - Vaadin
  - ZK
- Windows приложения
  - Классические приложения Win32
  - Приложения .NET (WPF, Windows Forms)
  - Приложения UWP с применением элементов XAML
  - Современные C++ приложения
- Приложения Electron
- PDF документы
- Приложения Android
  - Тестирование на реальных устройствах
  - Использование эмулятора Android Studio
- Приложения IOS
  - Тестирование на реальных устройствах
  - Использование симулятора Xcode